# 藩翰譜
『藩翰譜』（はんかんふ）是江戶時代的家傳・系譜書。著者是新井白石。全12巻。也略稱藩譜。

## 內容
元祿15年（1702年）成立。元祿13年（1700年），受甲府藩主德川綱豐之命編纂，集錄諸大名337家的由來和事績，並加上世系圖。收錄內容自慶長5年（1600年）至延寶8年（1680年）。第1巻記述親藩（德川諸家）、2～6巻是譜代大名、7～10巻是外樣大名，其他2巻是廢絶大名的記錄。

## 各巻內容
| 第一      | 越前松平家、尾張德川家、紀州德川家、水戶德川家、保科松平家、甲府德川家、館林德川家 |
| 第二      | 形原松平家、深溝松平家、能見松平家、荻生松平家、櫻井松平家、藤井松平家、長澤松平家 |
| 第三      | 水野家、久松松平家、増山家 |
| 第四 上   | 左衛門尉酒井家、本多家、井伊家、榊原家 |
| 第四 中   | 大久保家、石川家、鳥居家、內藤家、植村家、安部家、渡邊家 |
| 第四 下   | 戶田家、牧野家、松井松平家、三宅家、西鄉家、土岐家、高木家 |
| 第五      | 雅樂頭酒井家、土井家、阿部家、青山家、永井家、安藤家、板倉家、井上家、森川家、久世家、稻垣家、西尾家、三浦家、米津家、伊丹家 |
| 第六      | 奧平家、小笠原家、岡部家、諏訪家、土屋家、屋代家、一色丹羽家、山口家、加々爪家、北條家、秋元家、稻葉家、堀田家、太田家、朽木家、內田家、柳生家、小堀家 |
| 第七 上   | 池田家、淺野家、前田家、京極家、黑田家、攝津有馬家、山內家、堀家 |
| 第七 下   | 伊達家、細川家、水口加藤家、藤堂家、森家 |
| 第八 上   | 毛利家、島津家、鍋島家、蜂須賀家 |
| 第八 下   | 上杉家、佐竹家、岩城家、秋田家、相馬家、兒玉丹羽家、立花家、新庄家、土方家 |
| 第九 上   | 真田家、九鬼家、金森家、分部家、遠山家、遠藤家、一柳家、市橋家、桑山家、仙石家、溝口家 |
| 第九 下   | 南部家、戶澤家、津輕家、六鄉家、水谷家、那須家、大田原家、大關家、龜井家、日向伊東家、中川家、肥前有馬家、大村家、藤姓毛利家 |
| 第十 上   | 臼杵稻葉家、脇坂家、小出家、大洲加藤家、谷家、木下家、相良家、秋月家、宗家、松浦家、五島家、久留島家 |
| 第十 下   | 織田家、建部家、片桐家、青木家、備中伊東家 |
| 第十一    | 松平忠吉、武田信吉、松平忠輝、德川忠長、竹谷松平家、安中藩水野家、大須賀家、平岩家、本多家（正信之家系）、高力家、天野家、菅沼家、玉繩北條家、山岡家、 小笠原吉次、皆川家、酒井重澄、玉取藩堀家                                                                                 |
| 第十二 上 | 蒲生家、小早川秀秋、福島家、清正系加藤家、堀尾家、田中家、米子藩中村家、筒井家、里見家、生駒家、寺澤家 |
| 第十二 下 | 富田家、稻葉家（重通之家系）、德永家、揖斐藩西尾家、古田家、近江山崎家、高取藩本多家、松下家、高橋家、關家、杉原家、美濃前田家、松倉家、坂崎家、戶川家、 平岡家、藤田信吉、竹中家、佐久間家、村上家（賴勝・忠勝之家系）、石川家（數正之家系）、日根野家、成田家、佐野家、瀧川家 |

## 同種出版物
『藩翰譜續編』是幕臣瀬名貞雄、儒者岡田寒泉等人受松平定信之命，從寛政元年（1789年）開始編纂，文化3年（1806年）完成。也稱作『續藩翰譜』。收錄延寶8年（1680年）～天明6年（1786年）諸大名家之家傳・系譜。

## 脚注
1. ↑  .   [2015-04-01]. （原始内容存档于2020-10-01）.

## 關連項目
- 『寛政重修諸家譜』
- 『寛永諸家系圖傳』